# Ermita de Sant Isidre (Ginestar)
Sant Isidre és una ermita catalogada a l'Inventari del Patrimoni Arquitectònic de Catalunya al sud-est del nucli urbà de la població de Ginestar, al camí del Collet de la Basseta, a poca distància de l'encreuament amb la carretera C-12 i davant del cementiri municipal.
Ermita d'una sola nau amb capelles laterals i absis no marcat en planta. Està coberta per una volta de canó decorada amb llunetes i dividida en cinc tramades d'arcs torals, recolzats damunt d'una cornisa motllurada sostinguda per pilastres adossades als murs laterals. Les capelles laterals, situades entre els contraforts que s'observen des de l'exterior, estan cobertes per voltes de punt rodó lleugerament rebaixades, i s'obren a la nau mitjançant arcs de mig punt també.
Cal destacar les abundants restes conservades de pintures murals policromes, sobre temes ornamentals, que decoraven tot l'interior del temple al segle xviii. La sagristia està situada a la part posterior de l'altar i s'hi accedeix per una petita porta. Aquest espai està cobert per una volta de canó amb llunetes i arcs torals, que probablement és la continuació de la de la nau, tot i que en aquest cas sense pintures murals. Als peus del temple hi ha el cor, sostingut per un sostre de biguetes i revoltons. La façana principal presenta un portal d'arc de mig punt amb l'emmarcament arrebossat. Damunt seu hi ha una petita fornícula de punt rodó buida, amb l'ampit motllurat. Sota seu hi ha una làpida encastada amb una inscripció gravada que recorda la riuada de l'any 1617. Damunt la fornícula hi ha una obertura circular a manera de rosassa. La façana està coronada per un campanar d'espadanya d'un sol ull de punt rodó, amb els brancals ondulats. La construcció està arrebossada i emblanquinada.
La làpida de la façana fa referència a la riuada de l'any 1617, quan tota la gent de la població es refugià a l'ermita en quedar la vila totalment inundada. Presenta pintures murals del segle xviii sobre temes ornamentals. Dins l'ermita es guarda la imatge de Sant Martí, patró de la vila, que a la vigília de la Festa Major (del 5 al 9 de novembre) es trasllada a l'església parroquial.